# Communauté d’agglomération du Pays de Grasse
Die Communauté d’agglomération du Pays de Grasse ist ein französischer Gemeindeverband mit der Rechtsform einer Communauté d’agglomération im Département Alpes-Maritimes in der Region Provence-Alpes-Côte d’Azur. Sie wurde am 1. Januar 2014 gegründet und umfasst 23 Gemeinden. Der Verwaltungssitz befindet sich in der Stadt Grasse.

## Mitgliedsgemeinden
| Gemeinde                                     | Einwohner 1. Januar 2022 | Fläche km² | Dichte Einw./km² | Code INSEE | Postleitzahl |
| -------------------------------------------- | ------------------------ | ---------- | ---------------- | ---------- | ------------ |
| Amirat                                       | 49                       | 12,95      | 4                | 06002      | 06910        |
| Andon                                        | 652                      | 54,30      | 12               | 06003      | 06750        |
| Auribeau-sur-Siagne                          | 3.346                    | 5,48       | 611              | 06007      | 06810        |
| Briançonnet                                  | 168                      | 24,32      | 7                | 06024      | 06850        |
| Cabris                                       | 1.421                    | 5,43       | 262              | 06026      | 06530        |
| Caille                                       | 423                      | 16,96      | 25               | 06028      | 06750        |
| Collongues                                   | 80                       | 10,78      | 7                | 06045      | 06910        |
| Escragnolles                                 | 621                      | 25,48      | 24               | 06058      | 06460        |
| Gars                                         | 70                       | 15,57      | 4                | 06063      | 06850        |
| Grasse                                       | 48.669                   | 44,44      | 1.095            | 06069      | 06520        |
| La Roquette-sur-Siagne                       | 5.552                    | 6,31       | 880              | 06108      | 06550        |
| Le Mas                                       | 98                       | 32,15      | 3                | 06081      | 06910        |
| Le Tignet                                    | 3.158                    | 11,26      | 280              | 06140      | 06530        |
| Les Mujouls                                  | 38                       | 14,55      | 3                | 06087      | 06910        |
| Mouans-Sartoux                               | 10.847                   | 13,52      | 802              | 06084      | 06370        |
| Pégomas                                      | 8.143                    | 11,28      | 722              | 06090      | 06580        |
| Peymeinade                                   | 8.491                    | 9,76       | 870              | 06095      | 06530        |
| Saint-Auban                                  | 204                      | 42,54      | 5                | 06116      | 06850        |
| Saint-Cézaire-sur-Siagne                     | 3.971                    | 30,02      | 132              | 06118      | 06530        |
| Saint-Vallier-de-Thiey                       | 3.662                    | 50,68      | 72               | 06130      | 06460        |
| Séranon                                      | 537                      | 23,28      | 23               | 06134      | 06750        |
| Spéracèdes                                   | 1.180                    | 3,46       | 341              | 06137      | 06530        |
| Valderoure                                   | 517                      | 25,34      | 20               | 06154      | 06750        |
| Communauté d’agglomération du Pays de Grasse | 101.897                  | 489,86     | 208              | –          | –            |